# Exlibris (zespół muzyczny)
Exlibris – polski zespół muzyczny wykonujący muzykę heavymetalową. Założony w 2003 roku w Warszawie przez Daniela "Daniego" Lechmańskiego i Piotra "Voltana" Sikorę.

## Muzycy
| Obecny skład zespołu - Riku Turunen - wokal prowadzący (od 2016) - Piotr "Voltan" Sikora - instrumenty klawiszowe, wokal wspierający (od 2003) - Grzegorz Olejnik - perkusja (od 2016) - Piotr "Toper" Torbicz - gitara basowa (od 2010) |  | Byli członkowie zespołu - Joanna Borecka - wokal prowadzący (2004-2006) - Aleksander Sosiński - gitara basowa (2004) - Jacek Borucz - gitara basowa (2004) - Mateusz Piotrowski - perkusja (2004) - Marcin Zajusz - gitara basowa (2005-2006) - Michał Martyniuk - perkusja (2005-2006) - Marcin Maliszewski - wokal prowadzący (2006-2012) - Błażej Grygiel - gitara basowa (2011) - Krzysztof Sokołowski - wokal prowadzący (2012-2015) - Misiek Ślusarski - perkusja (2008-2016) - Daniel "Dani" Lechmański - gitara, wokal wspierający (2003-2019) |

## Historia

### Początki zespołu
Zespół Exlibris powstał pod koniec 2003 z inicjatywy dwóch zaprzyjaźnionych muzyków - Daniela "Daniego" Lechmańskiego i Piotra "Voltana" Sikory. Początki zespołu polegały na znalezieniu muzyków chętnych do grania heavy metalu. Funkcję wokalistki objęła w 2004 Joanna Borecka, za gitarę basową chwycili kolejno Aleksander Sosiński i Jacek Borucz, grą na perkusji zajął się Mateusz Piotrowski. W takim składzie w 2004 roku zostało wydane pierwsze demo Znamię. Demo zostało nagrane w Studio Niekłańska, realizacją i miksem zajęli się Piotr "Fafa" Burkacki i Jacek Borucz. Do 2005 zmieniła się sekcja rytmiczna zespołu, funkcję basisty objął Marcin Zajusz, a za perkusją usiadł Michał Martyniuk. W tym składzie zespół nagrał dwa utwory, które trafiły na składankę Ursynowski Rock 2. Niedługo później, 4 kwietnia 2006 roku została wydana pierwsza płyta zespołu - Skyward. Płyta składała się z 11 utworów, zespół zdecydował się na teksty w języku angielskim, teksty napisał Piotr Sikora, oprócz "Waiting for the Down", który został napisany wspólnie z Joanną Borecką. Realizacją nagrań i miksem zajął się Marek Bereszczyński w studiu Złota Skała. Za mastering odpowiada Grzegorz Piwkowski z High-End Studio. Po wydaniu płyty zespół zagrał kilka koncertów, jednak w związku z faktem, że w 2006 roku Daniel Lechmański dołączył do zespołu Chain Reaction, a w 2009 Piotr Sikora dołączył do zespołu Leash Eye zespół był mało aktywny w latach 2006-2011. W 2006 nowym wokalistą zespołu został laureat Szansy na sukces z 2004 roku - Marcin Maliszewski. Przez kolejnych kilka lat zespół borykał się z problemami personalnymi dość często zmieniając muzyków w sekcji rytmicznej, ale nie przestawał tworzyć i sporadycznie koncertował.

### Breakthrough
W 2011 zespół wznowił aktywność, co zaowocowało zmianami w składzie - basistą został Błażej Grygiel znany z Joy Machine i Hellectricity, za perkusją zasiadł Michał "Misiek" Ślusarski. 13 lutego 2011 roku w tym składzie zespół wydał promo Breakthrough. Realizacją zajęli się Piotr Sikora i Daniel Lechmański, miksem Piotr Sikora, partie perkusyjne nagrano w CWWD Studio. W międzyczasie zespół zagrał kilka koncertów m.in. w Progresji, na eliminacjach do Wacken Open Air, czy Przystanku Woodstock, borykając się ze zmianami składu, czemu starali się zaradzić muzycy z zaprzyjaźnionych zespołów. Latem 2011 zespół ogłosił, że planuje wydać płytę, do której nagrania ruszyły z początkiem 2012 roku w warszawskim HZ Studio. Do 6 stycznia nagrana został perkusja, od 11 stycznia nagrywane były gitary, za które odpowiedzialny był Daniel Lechmański. Początkowo płyta miała być nagrywana na kilku instrumentach, jednak ostatecznie jedyną gitarą rejestrowaną na album był Ran "Dean Luckyman" ze wzmacniaczem Peavey 6505 i kolumną Engl. 29 stycznia zakończono nagrania ścieżek gitarowych i rozpoczęto nagrania basu, które potrwały do 5 lutego, 18 lutego zespół rozpoczął nagrywanie wokali z Marcinem Maliszewskim, Piotrem Zaleskim i Krzysztofem Sokołowskim. W międzyczasie zespół ujawnił tytuł nadchodzącej płyty - Humagination.

### Humagination
13 czerwca 2012 z zespołem rozstał się Marcin Maliszewski, jego miejsce zajął Krzysztof Sokołowski. Zmiana wokalisty oznaczała nagrania nowych partii wokalnych, tak więc skutkowało to przesunięciem premiery albumu. W październiku zespół zagrał wspólnie z Chain Reaction i Leash Eye trasę koncertową The Most Wanted Tour. Wokale zostały nagrane do 9 lutego 2013, tak więc wszystkie ścieżki zostały zarejestrowane (partie klawiszowe zostały nagrane przez Voltana w domu) i pozostał tylko mastering albumu. W międzyczasie Daniel Lechmański zajął się nagrywaniem albumu Chain Reaction. Mastering Humagination potrwał do 26 marca 2013, tego samego dnia zespół wypuścił pierwszy singiel - "All guts, no glory", na którym gościnnie solówkę zagrał Mike Kostrzyński z zespołu Made of Hate. 10 kwietnia pojawił się "Dreamcraft". 4 czerwca ogłoszono, że zespół podpisał kontrakt z Metal Mind Productions - największą i najstarszą wytwórnię muzyki heavymetalowej w Polsce. 27 czerwca ujawniona została okładka płyty, którą zajął się Michał "Xaay" Loranc (współpracujący m.in. z Nile, Behemoth, Decapitated, Vader). 28 lipca w Antyradiu premierę radiową miał singiel "All guts, no glory", poprzedzony został krótkim wywiadem z zespołem. Premiera albumu została ostatecznie ustalona na 23 września, 16 września premierę miał teledysk do utworu "All guts, no glory", 4 października odbył się koncert premierowy w klubie "Pod Harendą" w Warszawie, w międzyczasie zespół ogłosił, że wystąpi na koncercie w Czechach 9 listopada oraz udzielił wywiadów dla radia Bemowo FM, Antyradia, Radia Kampus, Radia Centrum i dla czasopisma Teraz Rock, ponadto premierowy album został uznany Metalowym Albumem Miesiąca przez Metal Hammera, a także zdobył 9/10 w Magazynie Gitarzysta. Płyta spotkała się również z nadspodziewanie dobrym odbiorem za granicą, co mogą potwierdzić recenzje z całego świata. Zespół zagrał swój pierwszy koncert za granicą na Power Metal Blast Vol. 12 w Brnie. Jednym z sukcesów niewątpliwie było również zajęcie 1. miejsca na liście Turbo Top w Antyradiu z singlem "All guts, no glory" 24 listopada i utrzymanie go przez kolejny tydzień, nie schodząc z podium przez następne dwa tygodnie. 7 grudnia zespół wystąpił, mimo kontuzji prawej ręki basisty, na piątej edycji festiwalu Warszawa Brzmi Ciężko u boku takich zespołów jak Carnal, Orbita Wiru, Vedonist, The Sixpounder, czy War-Saw, a dzień później jako support Lordi w Krakowie.

## Dyskografia
| Tytuł        | Dane dot. albumu                                           |
| ------------ | ---------------------------------------------------------- |
| Skyward      | - Data: 28 lutego 2006 - Wydawca: wydanie własne           |
| Humagination | - Data: 23 września 2013 - Wydawca: Metal Mind Productions |
| Aftereal     | - Data: 1 grudnia 2014 - Wydawca Metal Mind Productions    |

## Teledyski
| Tytuł                    | Rok  | Reżyseria         | Album        |
| ------------------------ | ---- | ----------------- | ------------ |
| "All Guts, No Glory"     | 2013 | Misiek Ślusarski  | Humagination |
| "Follow the Light"       | 2014 | Misiek Ślusarski  | Humagination |
| "The Day of Burning"     | 2014 | Misiek Ślusarski  | Aftereal     |
| "Harmony of The Spheres" | 2016 | Daniel Lechmański | –            |